# Patricia Maria Țig
Patricia Maria Țig (* 27. Juli 1994 in Caransebeș) ist eine rumänische Tennisspielerin.

## Karriere
Die Tochter des Volleyballspielers und -trainers Ioan Marius Țig begann mit acht Jahren mit dem Tennissport und bevorzugt für ihr Spiel den Hartplatz. Sie tritt hauptsächlich auf der ITF Women’s World Tennis Tour an, auf der sie bisher 21 Turniersiege im Einzel und elf im Doppel erringen konnte. Țig lebt in Galați. Trainiert wird sie vom ehemaligen rumänischen Tennisspieler Răzvan Sabău, mit dem sie eine gemeinsame Tochter, Sofia, hat.
2009 spielte sie ihr erstes ITF-Turnier in Rumänien, 2012 gewann sie in ihrer Heimat ihre ersten beiden Profititel. Beim Turnier in Bukarest gab Țig 2014 ihr Debüt auf der WTA Tour, nachdem sie von den Veranstaltern eine Wildcard für die Qualifikation erhalten hatte; dort konnte sie gegen Indy de Vroome nur ein Spiel gewinnen. Zurück auf der ITF-Tour errang sie gegen Ende des Jahres in Merida ihren ersten Titel bei einem Turnier der $25.000-Kategorie. 2015 startete sie erstmals in den Qualifikationsentscheidungen bei allen vier Grand-Slam-Turnieren, wobei sie bei den French Open sowie in New York je ein Match gewinnen konnte. Erneut mit einer Wildcard, dieses Mal aber fürs Hauptfeld ausgestattet, gewann sie in Bukarest 2015 ihr erstes WTA-Match, wobei sie von der Aufgabe Sílvia Soler Espinosas profitierte. Ihren bis dahin größten Erfolg feierte Țig im Anschluss beim Baku Cup 2015 aus der Qualifikation heraus überraschend bis ins Endspiel kam und dabei unter anderem die Topgesetzte Anastassja Pawljutschenkowa im Halbfinale glatt in zwei Sätzen bezwang. Im Finale verlor sie gegen Margarita Gasparjan in drei Sätzen mit 3:6, 7:5 und 0:6.
Nachdem sie im Jahr darauf beim Premier-Mandatory-Turnier in Madrid erneut für Aufsehen sorgte, als sie überraschend aus der Qualifikation heraus das Viertelfinale erreichte, gelang Țig erstmals der Sprung in die Top 100 der Tennisweltrangliste. Auf dem Weg in die Runde der letzten Acht schlug sie mit Sloane Stephens und Madison Keys nacheinander gleich zwei Spielerinnen aus den Top 30 der Welt. Bei ihrer Premiere im Hauptfeld eines Grand-Slam-Turniers in Wimbledon verlor sie gegen Sara Errani. Danach gelang ihr in Seoul zum zweiten Mal der Sprung in ein Halbfinale auf der WTA Tour sowie beim großen ITF-Turnier in Shenzhen der Einzug ins Endspiel, in dem sie Peng Shuai in drei Sätzen unterlag.
2017 hatte Țig in Miami noch einmal ein gutes Resultat, als sie als Qualifikantin die dritte Runde erreichte und mit Kristina Mladenovic erstmals eine Top-20-Spielerin bezwang. Geplagt von stärker werdenden gesundheitlichen Problemen, gelangen ihr im weiteren Verlauf der Saison nur noch drei weitere Siege. Nach einer verletzungsbedingten Erstrundenaufgabe beim WTA-Turnier in Guangzhou, musste sie die Saison frühzeitig beenden. 2018 pausierte Țig aufgrund anhaltender Beschwerden sowie der Geburt ihrer Tochter Sofia im November.
Im folgenden Jahr kehrte sie zunächst auf die ITF-Tour zurück, wo sie nach anfänglichen Probleme bei insgesamt neun Starts in Cancún zwei Turniere gewinnen konnte. Mit einem Protected Ranking startete sie zunächst in Wimbledon, verlor dort aber zum Auftakt der Qualifikation gegen Paula Badosa Gibert. Doch gleich bei ihrem Comeback auf der WTA Tour bei den BRD Bucharest Open 2019 erreichte sie, mit einer Wildcard für die Qualifikation ins Turnier gekommen, vor heimischem Publikum ihr erstes WTA-Finale. Auf dem Weg ins Endspiel schaltete sie in der zweiten Runde die Topgesetzte Anastasija Sevastova aus; dort war sie jedoch gegen Jelena Rybakina chancenlos. Zwei Wochen später feierte sie bei der ersten Auflage des WTA-Challengers in Karlsruhe nach einem Finalerfolg in drei Sätzen über Alison Van Uytvanck ihren bislang größten Titel.
Țig, die nach wie vor mit Rückenproblemen zu kämpfen hat, kehrte Anfang 2020 wieder in die Top 100 der Weltrangliste zurück. Im September 2020 gewann sie ihr erstes WTA-Turnier in Istanbul und erreichte mit Platz 58 die höchste Weltranglistenplatzierung.

## Turniersiege

### Einzel
| Nr. | Datum              | Turnier      | Kategorie         | Belag     | Finalgegnerin             | Ergebnis         |
| --- | ------------------ | ------------ | ----------------- | --------- | ------------------------- | ---------------- |
| 1.  | 1. Juli 2012       | Balș         | ITF $10.000       | Sand      | Alexandra Damaschin       | 6:4, 7:5         |
| 2.  | 15. Juli 2012      | Iași         | ITF $10.000       | Sand      | Raluca Elena Platon       | 6:2, 3:6, 6:4    |
| 3.  | 3. November 2013   | Antalya      | ITF $10.000       | Sand      | Raluca Elena Platon       | 6:2, 4:2 Aufgabe |
| 4.  | 10. November 2013  | Antalya      | ITF $10.000       | Sand      | Martina Kubičíková        | 6:75, 6:2, 6:2   |
| 5.  | 22. Dezember 2013  | Antalya      | ITF $10.000       | Sand      | Conny Perrin              | 6:2, 7:5         |
| 6.  | 9. Februar 2014    | Antalya      | ITF $10.000       | Sand      | Aljona Sotnykowa          | 5:7, 6:1, 6:3    |
| 7.  | 16. Februar 2014   | Antalya      | ITF $10.000       | Sand      | Sopia Kwazabaia           | 6:3, 6:2         |
| 8.  | 25. Mai 2014       | Bol          | ITF $10.000       | Sand      | Tena Lukas                | 6:2, 7:5         |
| 9.  | 1. Juni 2014       | Hermannstadt | ITF $10.000       | Sand      | Nicoleta-Cătălina Dascălu | 6:2, 6:4         |
| 10. | 20. Juli 2014      | Galați       | ITF $10.000       | Sand      | Irina Maria Bara          | 7:63, 3:6, 6:2   |
| 11. | 7. September 2014  | Galați       | ITF $10.000       | Sand      | Jelysaweta Jantschuk      | 6:3, 6:3         |
| 12. | 7. Dezember 2014   | Mérida       | ITF $25.000+H     | Hartplatz | Beatriz Haddad Maia       | 3:6, 6:3, 6:1    |
| 13. | 9. Juni 2019       | Cancún       | ITF W15           | Hartplatz | Fernanda Contreras Gómez  | 6:0, 6:0         |
| 14. | 16. Juni 2019      | Cancún       | ITF W15           | Hartplatz | Melany Solange Krywoj     | 6:2, 4:6, 6:3    |
| 15. | 4. August 2019     | Karlsruhe    | WTA Challenger    | Sand      | Alison Van Uytvanck       | 3:6, 6:1, 6:2    |
| 16. | 13. September 2020 | Istanbul     | WTA International | Sand      | Eugenie Bouchard          | 2:6, 6:1, 7:64   |
| 17. | 18. September 2022 | Warna        | ITF W15           | Sand      | Lucija Ćirić Bagarić      | 6:1, 6:0         |
| 18. | 9. Juni 2024       | Focșani      | ITF W15           | Sand      | Bianca Bărbulescu         | 6:4, 6:4         |
| 19. | 7. Juli 2024       | Galați       | ITF W15           | Sand      | Elena Ruxandra Bertea     | 6:4, 6:2         |
| 20. | 28. Juli 2024      | Satu Mare    | ITF W15           | Sand      | Oana Georgeta Simion      | 6:1, 7:5         |
| 21. | 4. August 2024     | Brașov       | ITF W15           | Sand      | Georgia Crăciun           | 6:2, 6:2         |
| 22. | 18. August 2024    | Bistrița     | ITF W15           | Sand      | Oleksandra Olijnykowa     | 6:1, 6:1         |
| 23. | 3. November 2024   | Istanbul     | ITF W35           | Hartplatz | Ayla Aksu                 | 6:3, 7:64        |

### Doppel
| Nr. | Datum              | Turnier         | Kategorie   | Belag     | Partnerin             | Finalgegnerinnen                                 | Ergebnis         |
| --- | ------------------ | --------------- | ----------- | --------- | --------------------- | ------------------------------------------------ | ---------------- |
| 1.  | 14. Juli 2012      | Iași            | ITF $10.000 | Sand      | Alexandra Damaschin   | Martina Kubičíková Tereza Máliková               | 6:3, 3:6, [11:9] |
| 2.  | 10. Mai 2014       | Bol             | ITF $10.000 | Sand      | Pernilla Mendesová    | Irina Maria Bara Raluca Elena Platon             | kampflos         |
| 3.  | 20. Juni 2014      | Galați          | ITF $10.000 | Sand      | Camelia Elena Hristea | Maryna Kolb Nadija Kolb                          | 6:3, 6:1         |
| 4.  | 25. Oktober 2014   | Ciudad Victoria | ITF $25.000 | Hartplatz | Maria Fernanda Alves  | Carolina Betancourt Lenka Wienerová              | 6:1, 6:2         |
| 5.  | 17. September 2022 | Warna           | ITF W15     | Sand      | Maria Toma            | Melis Sezer Julija Stamatowa                     | 6:4, 6:4         |
| 6.  | 1. Juni 2024       | Galați          | ITF W15     | Sand      | Victoria Bosio        | Alexandra Irina Anghel Cristiana Nicoleta Todoni | 7:5, 7:5         |
| 7.  | 17. August 2024    | Bistrița        | ITF W35     | Sand      | Briana Szabó          | Ilinca Amariei Emily Welker                      | 6:3, 6:4         |
| 8.  | 6. September 2024  | Slobozia        | ITF W50     | Sand      | Briana Szabó          | Irina Bara Ekaterine Gorgodse                    | 6:4, 7:5         |
| 9.  | 21. Oktober 2024   | Kayseri         | ITF W50     | Hartplatz | Briana Szabó          | Melis Sezer Isabella Schinikowa                  | 3:6, 6:4, [10:8] |
| 10. | 22. März 2025      | Antalya         | ITF W15     | Sand      | Daria Kuczer          | Jekaterina Owtscharenko Emily Webley-Smith       | 6:4, 6:2         |
| 11. | 5. Juli 2025       | Bukarest        | ITF W75     | Sand      | Estelle Cascino       | Riya Bhatia Sada Nahimana                        | 4:6, 6:3, [10:6] |

## Abschneiden bei Grand-Slam-Turnieren

### Einzel
| Turnier         | 2015 | 2016 | 2017 | 2018 | 2019 | 2020 | 2021 | 2022 | 2023 | 2024 | 2025 | Karriere |
| --------------- | ---- | ---- | ---- | ---- | ---- | ---- | ---- | ---- | ---- | ---- | ---- | -------- |
| Australian Open | Q1   | Q1   | 1    | —    | —    | Q1   | 1    | —    | 1    | —    | —    | 1        |
| French Open     | Q2   | Q1   | 1    | —    | —    | 3    | 1    | —    | —    | —    | Q2   | 3        |
| Wimbledon       | Q1   | 1    | Q1   | —    | Q1   |      | 1    | —    | —    | —    | Q2   | 1        |
| US Open         | Q2   | 1    | Q1   | —    | Q1   | 2    | —    | —    | 2    | —    |      | 2        |

Zeichenerklärung: S = Turniersieg; F, HF, VF, AF = Einzug ins Finale / Halbfinale / Viertelfinale / Achtelfinale; 1, 2, 3 = Ausscheiden in der 1. / 2. / 3. Hauptrunde; Q1, Q2, Q3 = Ausscheiden in der 1. / 2. / 3. Qualifikationsrunde; nicht ausgetragen

### Doppel
| Turnier         | 2020 | 2021 | Karriere |
| --------------- | ---- | ---- | -------- |
| Australian Open | —    | 1    | 1        |
| French Open     | AF   | 1    | AF       |
| Wimbledon       |      | 1    | 1        |
| US Open         | —    | —    | —        |